# Stallberg (Berg)
Der Stallberg im hessischen Landkreis Fulda ist ein 552,9 m ü. NHN hoher Berg der Soisberger Kuppenrhön, einem Teil des deutschen Mittelgebirges Rhön. Auf ihm liegen Hügelgräber und ein Ringwall.

## Geographie

### Lage

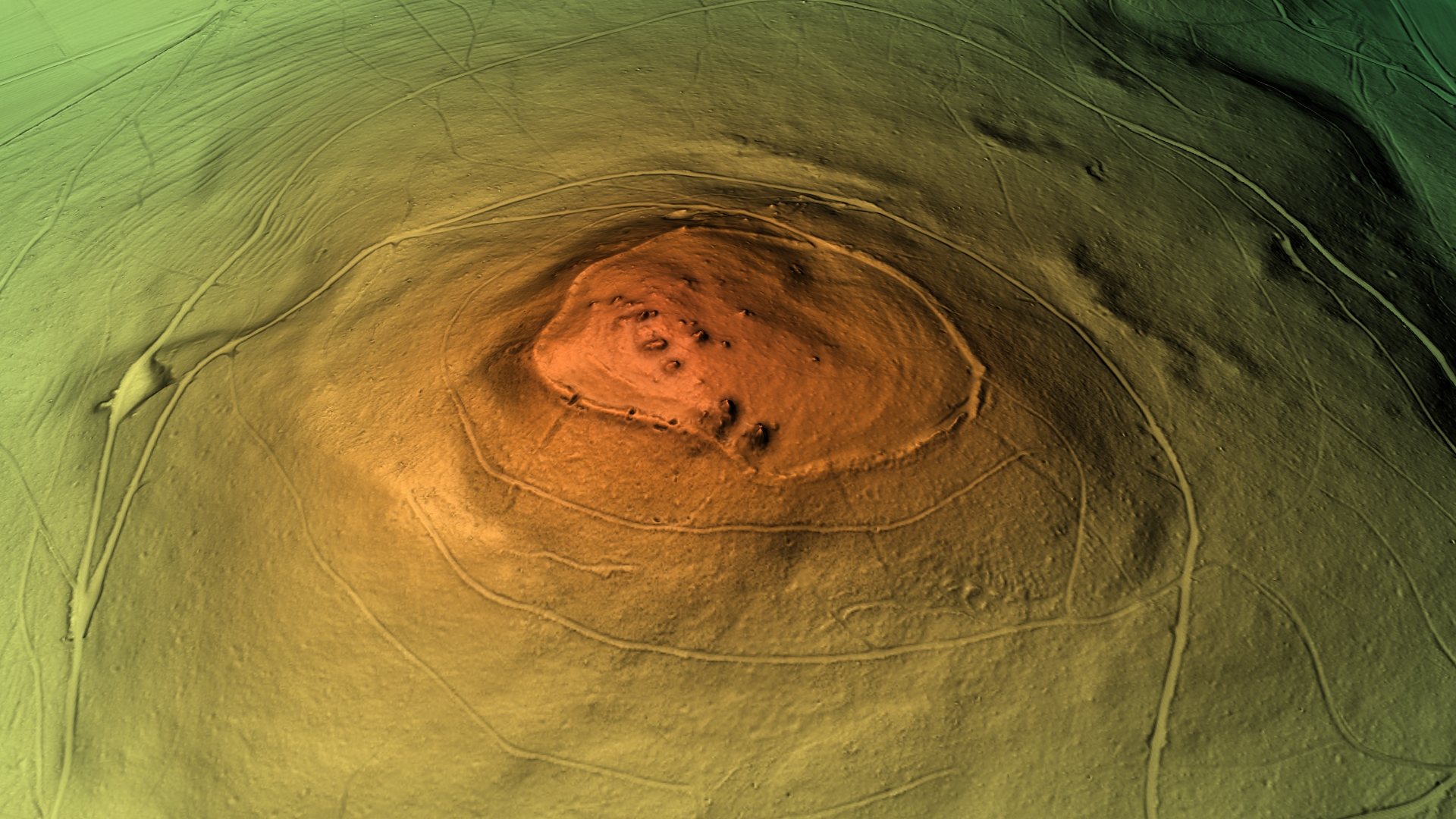
Digitales Reliefbild des Stallbergs

Der Stallberg erhebt sich als Teil des Hessischen Kegelspiels im Naturpark Hessische Rhön und im Biosphärenreservat Rhön. Sein Gipfel liegt 7,3 km nordöstlich von Hünfeld, in der Gemarkung des 3,4 km südwestlich des Gipfels gelegenen Ortsteiles Kirchhasel, und 3,9 km (jeweils Luftlinie) westlich des Kernorts der Gemeinde Rasdorf. Rund um den Berg liegen außerdem, teils etwas entfernt, die Ortschaften Großentaft im Nordnordosten, Haselstein im Südsüdosten und Neuwirtshaus im Südwesten sowie Stendorf im Westnordwesten.

### Naturräumliche Zuordnung
Der Stallberg gehört in der naturräumlichen Haupteinheitengruppe Osthessisches Bergland (Nr. 35), in der Haupteinheit Vorder- und Kuppenrhön (353) und in der Untereinheit Kuppenrhön (353.2) zum Naturraum Soisberger Kuppenrhön (353.22).

## Geologie
Der Stallberg entstand durch den Rhön-Vulkanismus im Tertiär. Hierbei wurden die Schichten des Buntsandstein und ihnen aufliegende Muschelkalkschichten von aus dem Untergrund aufsteigender Magma angehoben und schließlich durchstoßen, sodass basaltische Lava ausfloss. Der Berg repräsentiert allerdings nur die nach ausgiebiger Erosion übrig gebliebene Schlotfüllung des Vulkans. Ausgedehnte Blockhalden, die ihren Ursprung in der physikalischen Verwitterung des Basalts haben, finden sich an allen Hängen der Kuppe.

## Hügelgräber und Ringwall
Auf dem Stallberg befinden sich Hügelgräber aus der Hügelgräberbronzezeit sowie ein Ringwall, der früher in die Eisenzeit nach neueren Funden (Bronzemesser mit Griffdorn und über 260 Keramikfunden) und Untersuchungen von 2017 in die Urnenfelderkultur (Ha A2) datiert wird, welcher der damaligen Bevölkerung als Zufluchts- oder Siedlungsort diente. Der etwa 900 Meter lange und 6 Hektar einfassende Ringwall, der nicht mittig um den Berg liegt, sondern nach Osten verschoben, ist leicht oval (West-Ost) ausgerichtet, wobei die westliche steinerne Wallmauer noch am besten erhalten ist. Hier fanden 1903 erste Untersuchungen durch Joseph Vonderau statt, der den Wall in einem Schnitt untersuchte. Von ihm festgestellte Holzkonstruktionen (Murus-Gallicus-Technik) konnten bei den neueren Untersuchungen von 2017 durch ein Team von Professor Rüdiger Krause vom Institut für Archäologische Wissenschaften der Goethe-Universität Frankfurt nicht bestätigt werden. Die Neufunde lassen die Datierung in die Bronzezeit zu. C14 Pollenanalysen stehen noch aus, um eine mögliche genauere Datierung zu ermöglichen.
Eine ähnliche, vermutlich leicht jüngere keltische Ringwallanlage befindet sich nur wenige Kilometer entfernt auf dem Kleinberg: die Ringwallanlage Kleinberg. (Für beide Anlagen und ihre Einordnung, siehe: Liste vor- und frühgeschichtlicher Wallanlagen in Hessen)

## Schutzgebiete
Auf Großteilen des Stallbergs liegt das Naturschutzgebiet Stallberg bei Hünfeld (CDDA-Nr. 82616; 1973 ausgewiesen; 1,75 km² groß), das sich bis auf seine Gipfelregion erstreckt. Auf dem Berg befinden sich zudem Teile des Landschaftsschutzgebiets Hessische Rhön (CDDA-Nr. 378477; 1967; 410,31 km²), des Fauna-Flora-Habitat-Gebiets Vorderrhön (FFH-Nr. 5325-305; 36,9 km²) und des Vogelschutzgebiets Hessische Rhön (VSG-Nr. 5425-401; 360,8 km²).

## Flora und Fauna
Die Böden des Stallbergs sind nährstoffreich und tragen anspruchsvolle Laubwaldgesellschaften. Seit 1977 unterbleibt aufgrund des Naturschutzes jegliche forstwirtschaftliche Nutzung. Von der Roten Liste gefährdeter Arten wurden auf dem Stallberg Baummarder, Dachs, Kleinspecht, Bergmolch und Grasfrosch festgestellt.

## Verkehr und Wandern
Südöstlich vorbei am Stallberg führt etwa in Nordost-Südwest-Richtung die Bundesstraße 84, die Rasdorf mit Hünfeld verbindet. Von dieser zweigt die Kreisstraße 132 ab, die nordostwärts durch Kirchhasel nach Stendorf führt und dort nahe dem Berg endet. Zudem zweigt von der B 84 die Landesstraße 3173 ab, die östlich des Bergs in Richtung Norden nach Großentaft verläuft.
Touristisch ist der bewaldete Berg vom Kegelspielweg (HWO 1), der Extratour Kegelspiel und dem Stallbergweg, allesamt Wanderwegen des Rhönklubs, erschlossen.